# Liste des maires de Nogent-le-Rotrou
La liste des maires de Nogent-le-Rotrou présente la liste des maires de la commune française de Nogent-le-Rotrou, située dans le département de l'Eure-et-Loir en région Centre-Val de Loire.

## L'hôtel de ville

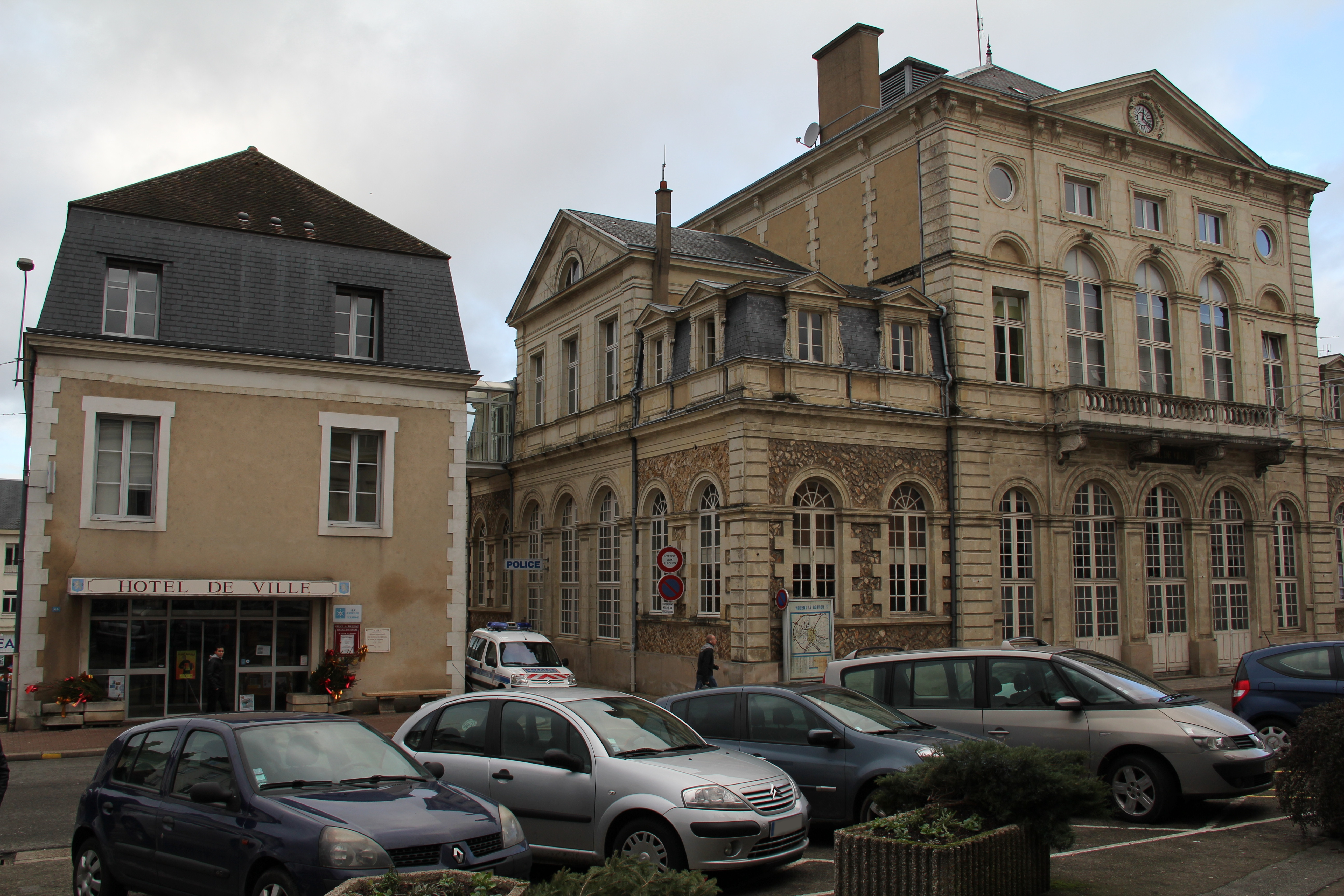
L'ancien et le nouvel hôtel de ville.

## Liste des maires

### Sous l'Ancien Régime
| Période                                  | Période | Identité                                            | Étiquette | Qualité |
| ---------------------------------------- | ------- | --------------------------------------------------- | --------- | --- |
| Les données manquantes sont à compléter. |         |                                                     |           | |
| 1690                                     | 1728    | Pierre Parseval (1658-1728)                         |           | Conseiller contrôleur au grenier à sel de Nogent, maire perpétuel                                                           |
| Les données manquantes sont à compléter. |         |                                                     |           | |
| 1746                                     | 1757    | René Pesseau (1697-1785)                            |           | Avocat au parlement, procureur fiscal de la seigneurie de Montdoucet                                                        |
| 1757                                     | 1765    | Jean Charles Morin (1699-1774)                      |           | Procureur fiscal des ville, bailliage et comte de Nogent, grenetier au grenier à sel de Nogent, échevin titulaire de Nogent |
| 1765                                     | 1770    | Jean Travers du Sapin                               |           | Avocat au parlement |
| 1770                                     | 1782    | Emmanuel Antoine Pinceloup de Morissure (1726-1801) |           | Écuyer Sieur de la Galaisière, bailly de Nogent                                                                             |
| 1782                                     | 1789    | Jean Gabriel Guéroult des Chabottières (1734-1821)  |           | Procureur du roi près du tribunal                                                                                           |

### Entre 1790 et 1945
| Période           | Période           | Identité                                     | Étiquette       | Qualité |
| ----------------- | ----------------- | -------------------------------------------- | --------------- | --- |
| 25 février 1790   | 4 novembre 1790   | François-Hippolyte Margonne                  |                 | Négociant Député aux États généraux de 1789 |
| 1790              | 1792              | Julien Crochard (1735-1799)                  |                 | Négociant |
| 1792              | 1792              | Pierre Jacques Michel Chasles                |                 | Prêtre, principal de collège, journaliste Député de la Convention nationale (1792 → 1795)                                                       |
| 1792              | 1792              | Jacques Gilles Marguerith (1747-1811)        |                 | Orfèvre |
| 1792              | 1794              | Pierre Jean Hilaire Vasseur (1745-1817)      |                 | Maître de poste |
| 1794              | 1795              | Gilles Petibon (1724-1805)                   |                 | |
| 1795              | 1797              | Étienne Augustin Bourdeau (1743-1811)        |                 | Administrateur des hospices |
| 1797              | 1797              | François Arnoult Regnoust (1735-1806)        |                 | Notaire |
| 1797              | 1799              | Jacques Gilles Marguerith (1747-1811)        |                 | Orfèvre |
| 1799              | 1800              | Pierre Bruzon                                |                 | |
| 1800              | 1818              | René François Marin Fauveau (1766-1823)      |                 | Avoué |
| 1818              | 14 septembre 1830 | Emmanuel Gabriel Fergon (1749-1835)          |                 | Propriétaire |
| 16 décembre 1831  | 30 juillet 1835   | Onésipe Tullius Émile Léon Silvy (1799-1889) |                 | Professeur puis avoué-plaidant |
| 30 juillet 1835   | 20 avril 1839     | Louis Lelasseux (1777-1841)                  |                 | Négociant Conseiller d'arrondissement (1833 → 1839)                                                                                             |
| 18 octobre 1840   | 10 septembre 1843 | François Ignace Lambert (1783-1846)          |                 | Chirurgien |
| 10 septembre 1843 | 6 mars 1848       | Toussaint Jean Baptiste Massiot (1793-1872)  |                 | Avoué, juge suppléant |
| 6 mars 1848       | 4 novembre 1850   | Barthélémy Marin Doullay (1806-1873)         |                 | Avoué Conseiller d'arrondissement (1848 → 1852)                                                                                                 |
| 4 novembre 1850   | 9 août 1860       | Toussaint Jean Baptiste Massiot (1793-1872)  |                 | Avoué, juge suppléant |
| 9 août 1860       | 9 septembre 1868  | Marc Athanase Parfait Œillet Des Murs        | Droite          | Avocat à la Cour de cassation Conseiller général de Nogent-le-Rotrou (1873 → 1880)                                                              |
| 1868              | 1870              | Toussaint Jean Baptiste Massiot (1793-1872)  |                 | Avoué, juge suppléant |
| 14 septembre 1870 | 4 janvier 1873    | Barthélémy Marin Doullay (1806-1873)         |                 | Avoué Conseiller général de Nogent-le-Rotrou (1871 → 1873) Conseiller d'arrondissement (1867 → 1871)                                            |
| 26 avril 1873     | 1er décembre 1875 | Jules Pierre Louis Lelasseux (1811-1889)     |                 | Colonel directeur d'artillerie |
| 1er décembre 1875 | 28 mai 1877       | Charles Dugué (1822-1877)                    |                 | Banquier, administrateur des hospices Conseiller d'arrondissement (1871 → 1877)                                                                 |
| octobre 1877      | février 1878      | Jules Pierre Louis Lelasseux (1811-1889)     |                 | Colonel directeur d'artillerie |
| 4 février 1878    | 24 février 1881   | Aristide Philippe Gouverneur (1829-1898)     | Républicain     | Propriétaire, imprimeur Ancien premier adjoint                                                                                                  |
| 24 février 1881   | 30 avril 1882     | Étienne Lucien Bouché (1807-1891)            |                 | Instituteur, artiste lyrique Conseiller d'arrondissement (1877 → 1883)                                                                          |
| 30 avril 1882     | 15 mai 1892       | Aristide Philippe Gouverneur (1829-1898)     | Républicain     | Propriétaire, imprimeur Conseiller général de Nogent-le-Rotrou (1886 → 1898)                                                                    |
| 15 mai 1892       | 14 octobre 1898   | Jules Tournet-Desplantes (1826-1907)         |                 | |
| 14 octobre 1898   | 10 mai 1925       | Henri Villette-Gaté                          |                 | Industriel Sénateur d'Eure-et-Loir (1922 → 1928) Conseiller général de Nogent-le-Rotrou (1898 → 1928) Conseiller d'arrondissement (1895 → 1898) |
| 16 mai 1925       | 6 décembre 1936   | Paul Henri Roussard (1869-1938)              | RG              | Négociant en vins Conseiller général de Nogent-le-Rotrou (1928 → 1938)                                                                          |
| 1936              | juillet 1941      | Eugène Chauvin                               | Union nationale | Pharmacien Conseiller d'arrondissement (1937 → 1940) Démis de ses fonctions                                                                     |
| juillet 1941      | 1944              | Henri Dourdoigne (1895-1962)                 |                 | |
| août 1944         | mai 1945          | Eugène Chauvin                               |                 | Pharmacien |

### Depuis 1945
Depuis l'après-guerre, neuf maires se sont succédé à la tête de la commune.
| Période           | Période                       | Identité                                | Étiquette            | Qualité |
| ----------------- | ----------------------------- | --------------------------------------- | -------------------- | --- |
| mai 1945          | août 1955                     | Robert Brizard                          | RI                   | Directeur de société d'assurance Sénateur d'Eure-et-Loir (1946 → 1959) Démissionnaire |
| août 1955         | 1958                          | Henri Dourdoigne (1895-1962)            |                      | |
| 1958              | mars 1965                     | Michel Hoguet                           | UNR (app.)           | Avoué puis avocat Député d'Eure-et-Loir (3e circ.) (1958 → 1973) |
| mars 1965         | 7 juillet 1987                | Robert Huwart (d) (1920-1987)           | PS puis MRG          | Directeur d'entreprise Conseiller général de Nogent-le-Rotrou (1967 → 1985) Président du conseil général d'Eure-et-Loir (1979 → 1985) Décédé en fonction |
| 1987              | 20 mars 1989                  | Jean Cotinet                            | PS                   | |
| 20 mars 1989      | 13 septembre 1999             | François Huwart (Fils de Robert Huwart) | MRG puis PRG         | Haut fonctionnaire Député d'Eure-et-Loir (3e circ.) (1997 → 1999) Conseiller régional du Centre (1986 → 2003) Vice-president du conseil régional du Centre (1998 → 2003) Démissionnaire à la suite de son entrée au gouvernement |
| 13 septembre 1999 | 12 mai 2002                   | Willy Decraemere (1947-2022)            | PRG                  | Médecin rhumatologue |
| 12 mai 2002       | 3 juillet 2020                | François Huwart                         | PRG                  | Haut fonctionnaire Secrétaire d'État au Commerce extérieur (1999 → 2002) Député d'Eure-et-Loir (3e circ.) (2003 → 2007) Conseiller régional du Centre (1986 → 2003) Vice-president du conseil régional (1998 → 2003) Président de la CC du Perche (2014 → 2020)                                                                                                 |
| 3 juillet 2020    | 24 juillet 2024               | Harold Huwart (Fils du précédent)       | PRG puis MR puis PRV | Agrégé d'histoire, ancien élève de Normale sup et de l'ENA Député d'Eure-et-Loir (3e circ.) (2024 → ) Conseiller régional du Centre-Val de Loire (2015 → ) Vice-président du conseil régional (2021 → 2024) Président de la CC du Perche (2020 → 2024) Vice-président du Mouvement radical puis du Parti radical Démissionnaire après son élection comme député |
| 24 juillet 2024,  | En cours (au 25 juillet 2024) | Jérémie Crabbe                          | PRV                  | Chef de cabinet Premier adjoint au maire (2020 → 2024) 1er vice-président de la CC du Perche (2020 → ) |

## Conseil municipal actuel
Les 29 sièges composant le conseil municipal de Nogent-le-Rotrou ont été pourvus le 28 juin 2020 à l'issue du second tour de scrutin. Actuellement, il est réparti comme suit : 